# 桂坊枝の駅前生出し大放送
桂坊枝の駅前生出し大放送（かつらぼうしのえきまえなまだしだいほうそう）は、2000年10月6日から2001年3月23日まで毎週金曜日の18:00 - 20:00に毎日放送ラジオ（MBSラジオ）で放送されていたラジオ番組である。

## 概要
- 落語家、タレントである桂坊枝が関西各地の鉄道の駅前から生中継でリポートする番組。本社スタジオには森川みどりが待機しており、坊枝とやりとりをおこなった。ただしあくまでメインはマイク一本の駅前からであり、本社スタジオからはサブ的役割という構成であった。
- 人目をはばからず坊枝が一曲歌ったり(坊枝やリスナーにはカラオケが聞こえている)、道ゆく人に携帯で家族の誰かに電話してもらい、あらかじめ決めておいたキーワードを言わせることができるかどうかなどのコーナーをおこなった。
- 坊枝はこの番組以前にもたびたび毎日放送ラジオ（MBSラジオ）のナイターオフ番組を担当することがあったが、この番組以後全く担当していない。